# Virginie Lopez
Virginie Lopez (...) è un'ex sciatrice alpina francese paralimpica, che ha rappresentato la Francia nello sci alpino a quattro Paralimpiadi Invernali: nel 1980, 1984, 1988 e 1992, 
vincendo due medaglie di bronzo nel 1988.

## Carriera
Con un tempo di 1:23.65 si è posizionata al 4º posto nella gara di supergigante LW2 alle Paralimpiadi di Albertville 1992.
Ha vinto la medaglia di bronzo nell'evento di slalom gigante femminile LW2 (tempo realizzato 2:06.07, prima di lei Diana Golden in 2:01.50 e Annemie Schneider in 2:04.27) e nello slalom speciale LW2 in 1:38.18 (sul podio la canadese Lynda Chyzyk in 1:37.33, medaglia d'oro, e la statunitense Martha Hill in 1:38.04, medaglia d'argento) alle Paralimpiadi invernali del 1988. 
Non ha centrato invece il podio ai Giochi paralimpici di Innsbruck 1984, arrivando sesta nella gara di supercombinata, quinta in discesa libera, quarta nello slalom gigante e settima nello slalom speciale, tutti eventi nella categoria LW2.

## Palmarès

### Paralimpiadi
- 2 medaglie:
  - 2 bronzi (slalom gigante e slalom speciale LW2 a Innsbruck 1988)